# Kloster St. Gertrud (Köln)
St. Gertrud war ein Dominikanerinnenkloster mit Kirche an der nordwestlichen Ecke des Neumarktes in Köln. Es wurde vor 1257 gegründet und 1802 im Zuge der Säkularisation aufgehoben.

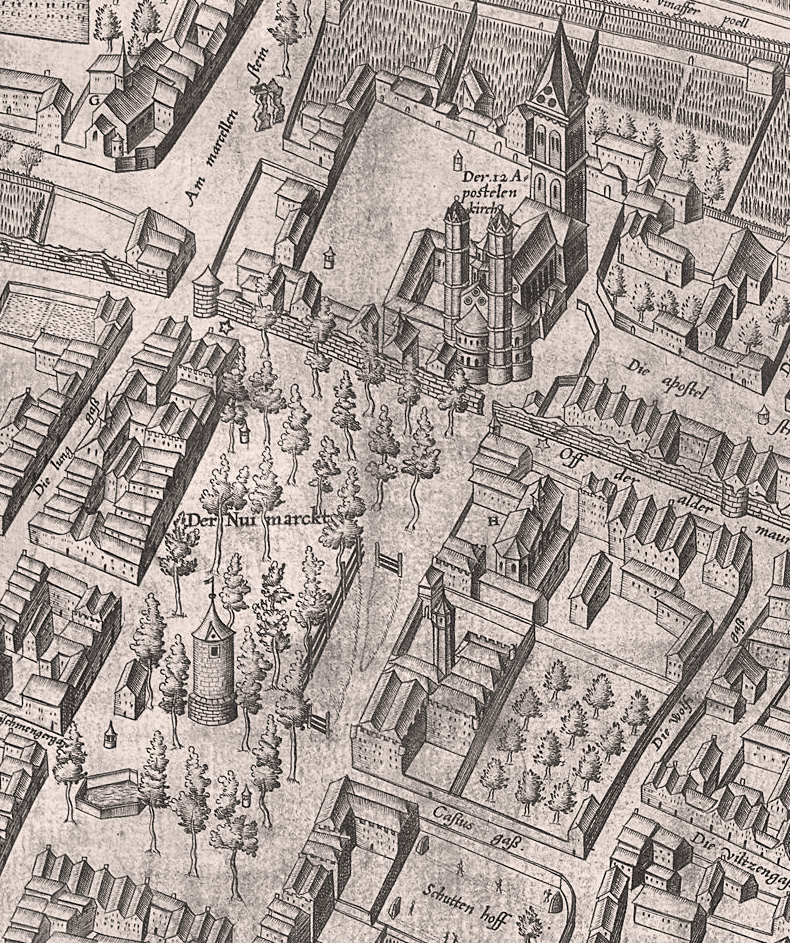
Ausschnitt der Kölner Stadtansicht von 1570 mit dem Neumarkt

## Geschichte
Eine Urkunde des Kölner Erzbischofs Konrad von Hochstaden (1238–1261) vom August 1257 berichtet über den Umzug der Rekluse Helwigis und ihrer Mitschwestern von der Klause bei der Deutschordenskirche St. Katharina in der Severinstraße nach St. Gertrud am Neumarkt. Die „frommen Frauen“ (siehe Beginen) siedelten sich wahrscheinlich bei einer alten Kapelle eines erzbischöflichen Hofes an. 
Privilegiert am 1. August 1265 durch Papst Clemens IV. (1265–1268), war die Frauengemeinschaft dem Dominikanerorden angeschlossen (Inkorporation 1286/1287), im Jahr 1273 wird die Kommunität als monasterium s. Gertrudis sororum ordinis Predicatorum in Colonia bezeichnet. In dieser Zeit erfolgten auch Ausbau und Erweiterung der Klosteranlage, die noch 1802 bestehende Kirche stammt von der Wende des 13. zum 14. Jahrhundert. Kapellen und Altäre waren dem Evangelisten Johannes, dem heiligen Augustinus und der Jungfrau Maria geweiht, Reliquien der heiligen Gertrud vorhanden. Der Hauptaltar wurde 1279 vom Kölner Erzbischof Siegfried von Westerburg (1275–1297) geweiht.
Das Kloster wurde durch Ablässe und Stiftungen unterstützt, vornehme Kölner Familien engagierten sich, vornehme Kölnerinnen, z. B. aus dem Geschlecht der Overstolz, sind als Klosterleiterinnen, als Priorinnen bezeugt. Neu eintretende Schwestern hatten dem Kloster eine Mitgift für ihren Unterhalt zu stiften, demnach waren besonders Frauen aus dem Kölner Patriziat und aus reichen Kölner Kaufmannsfamilien (spätes Mittelalter) bzw. aus Schöffen- und Beamtenfamilien (frühe Neuzeit) in St. Gertrud vertreten.
Zur wirtschaftlichen Ausstattung des Klosters gehörte Besitz in Köln, Widdersdorf, Pulheim, Brauweiler und Dansweiler (um 1360) bzw. in Dansweiler, Deckstein, Junkersdorf, Lind und Widdersdorf (1787). Der Besitz wurde von der Priorin verwaltet, Besitzsachen in einem Gremium von Priorin, Subpriorin und älteren Schwestern mit Zustimmung des Ordensprovinzials verhandelt. 
Das Gertrudkloster des endenden 13. und des 14. Jahrhunderts hatte wohl auch im Zusammenhang mit der deutschen Mystik Bedeutung. Eine Predigtsammlung von Predigten u. a. des Albertus Magnus († 1280) soll mit dem Kloster in Verbindung stehen. 
Dem Auf und Ab in jeder geistlichen Gemeinschaft entsprach es, dass die Frauengemeinschaft im 15. Jahrhundert als reformbedürftig angesehen wurde. 1466 wurde die Reform des Klosters mit Unterstützung durch den Kölner Rat und den Erzbischof, aber gegen Widerstände von Seiten einiger Schwestern eingeführt (Amtsenthebung der Priorin, der Subpriorin, der Schaffnerin und der Kellnerin; Hinzunahme neuer Schwestern von außerhalb).
Das Gertrudkloster blieb von der Reformation unberührt, 1728 klagte der Kölner Generalvikar über die schlechten wirtschaftlichen Bedingungen der Frauengemeinschaft. Indes konnte die Priorin Anna Herrestorf (1769–1778, 1785–1798) aus eigenen Mitteln einen neuen Kirchenchor aufführen lassen. In den letzten zwei Jahrzehnten des 18. Jahrhunderts beanspruchte der Kölner Erzbischof Jurisdiktion und Visitationsrecht über St. Gertrud. 
Am 14. September 1802 verließen infolge der Aufhebung des Klosters die letzten elf Schwestern Kirche und Kloster. Die Reliquien wurden an St. Aposteln übergeben und das Gebäude am 11. Juli 1808 an einen W. H. Simons (Adresse Neumarkt 20) versteigert, der die Bauten abreißen und zu Bauplätzen umwandeln ließ.

## Priorinnen
- Helwigis (1257, 1263)
- Lisa von Ulrepforte (1316)
- Elisabeth (1316)
- Alstradis Kleingedank[2] (1320, 1322)
- Strala (1324)
- Beatrix (1327)
- Alstradis (1328)
- Lisa (1330, 1338)
- Hadwig Overstolz (1340, 1345)
- Caecilia Overstolz (1348, 1351)
- Hadwig Overstolz (1356, 1357)
- Christina Overstolz (1359, 1360)
- Bela von Utrecht (1362, 1377)
- Christina Overstolz (1377, 1384)
- Bela von Utrecht (1386, 1389)
- Caecilia von Breitmar (1392, 1396)
- Irmgard von Lyskirchen (1397)
- Bela vom Kusin (1403, 1410)
- Caecilia von Breitmar (1413, 1414)
- Bela vom Kusin (1414)
- Caecilia von Breitmar (1418)
- Fritze Roelen (1419, 1431)
- Fritze von der Nuwen Herberghen (1436)
- Margreta Vous von Lechenich (1442)
- Sophia Jungen (1442, 1445)
- Sophia Scherf (1450)
- Sophia Jungen (1453, 1455)
- Sophia Frydag (1456, 1460)
- Neesgin von Aiche (1462, 1465)
- Barbara (1469, 1476)
- Magdalena Franckengrünerin (1481, 1488)
- Elisabeth von Erkelenz (1495, 1497)
- Druytgen Selbach (1501)
- Jutta von Ossenberg (1506, 1507)
- Luckart von Haren (1516, 1529)
- Beatrix Haeß (1548, 1562)
- Eva von Weverden (1566, 1585)
- Anna von Jüdden (1603, 1614)
- Margarethe Burg (1618, 1619)
- Johanna von Schiederich (1625, 1636)
- Adelheid Füllers (1638, 1640)
- Richmodis von Lyskirchen (1642)
- Christine von Boland (1645, 1657)
- Gertrud von Lyskirchen (1658, 1666)
- Christine von Boland (nach 1666)
- Adelheid Fridt (nach 1666)
- Gertrud Elisabeth Helmans (1674, 1682)
- Anna Fabens (1682, 1686)
- Gertrud Elisabeth Helmans (1688, 1697)
- Agnes Theresia von Lyskirchen (1698, 1707)
- Elisabeth Constanza von Boland (1709, 1710)
- Katharina Gertrud Gumpertz (1713, 1716)
- Dominica von Ritz (1720, 1735)
- Anna Cornelia Mantels (1739, 1746)
- Johanna Gertrud Hertmanni (1749, 1751)
- Brigitte Emans (1754, 1759)
- Anna Josepha Körffers (1764, 1769)
- Anna Herrestorf (1769, 1778)
- Rosa Gessers (1779, 1784)
- Anna Herrestorf (1785, 1798)
- Margaretha Drieschen (1798)
- Gertrud Leven (1798–1802)